# Martin Wilckens

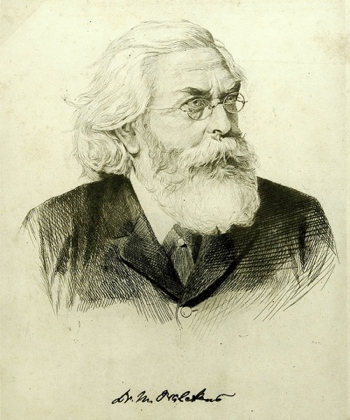
Martin Wilckens.

Martin Wilckens, född 3 april 1834 i Hamburg, död 10 juni 1897 i Wien, var en tysk zoolog och agronom.
Wilckens blev medicine doktor 1858, var i yngre år läkare i Hamburg, brukade riddargodset Pogarth i Schlesien 1861–1871, studerade djurfysiologi i Göttingen 1871, blev 1872 först extra ordinarie professor i lantbruk vid universitetet i Rostock och senare professor i djurfysiologi och husdjursskötsel vid lantbrukshögskolan i Wien. Han är mest känd för sina studier av nötboskapsraserna och sina över dessa utgivna arbeten.